# Coleophora sattleri
Coleophora sattleri is een vlinder uit de familie kokermotten (Coleophoridae). De wetenschappelijke naam is voor het eerst geldig gepubliceerd in 1995 door Baldizzone.
De soort komt voor in Europa.